# Камелія японська
Камелія японська (Camellia japonica) — найвідоміший декоративний, квітковий чагарник роду камелія (Camellia).

## Історія
Рослина з'являється на китайській порцеляні у 11 ст. На ранніх малюнках квітка проста і виключно червона. Перша біла камелія намальована у книзі "Чотири сороки" в часи Династії Сун. Першим європейцем, що описав рослину, був Енгельберт Кемпфер перебуваючи в експедиції в Японії. Карл Лінней назвав рослину в честь ченця Георга Камеля.

## Будова
Доросла рослина висотою від 3 до 4,5 м. Має глянцеві темно-зелені листя. Квітки розміром від 5 до 13 см з'являються навесні. Загалом один кущ камелії квітне близько місяця. Наразі виведені сорти з рожевими, червоними, білими пелюстками.

## Поширення та середовище існування

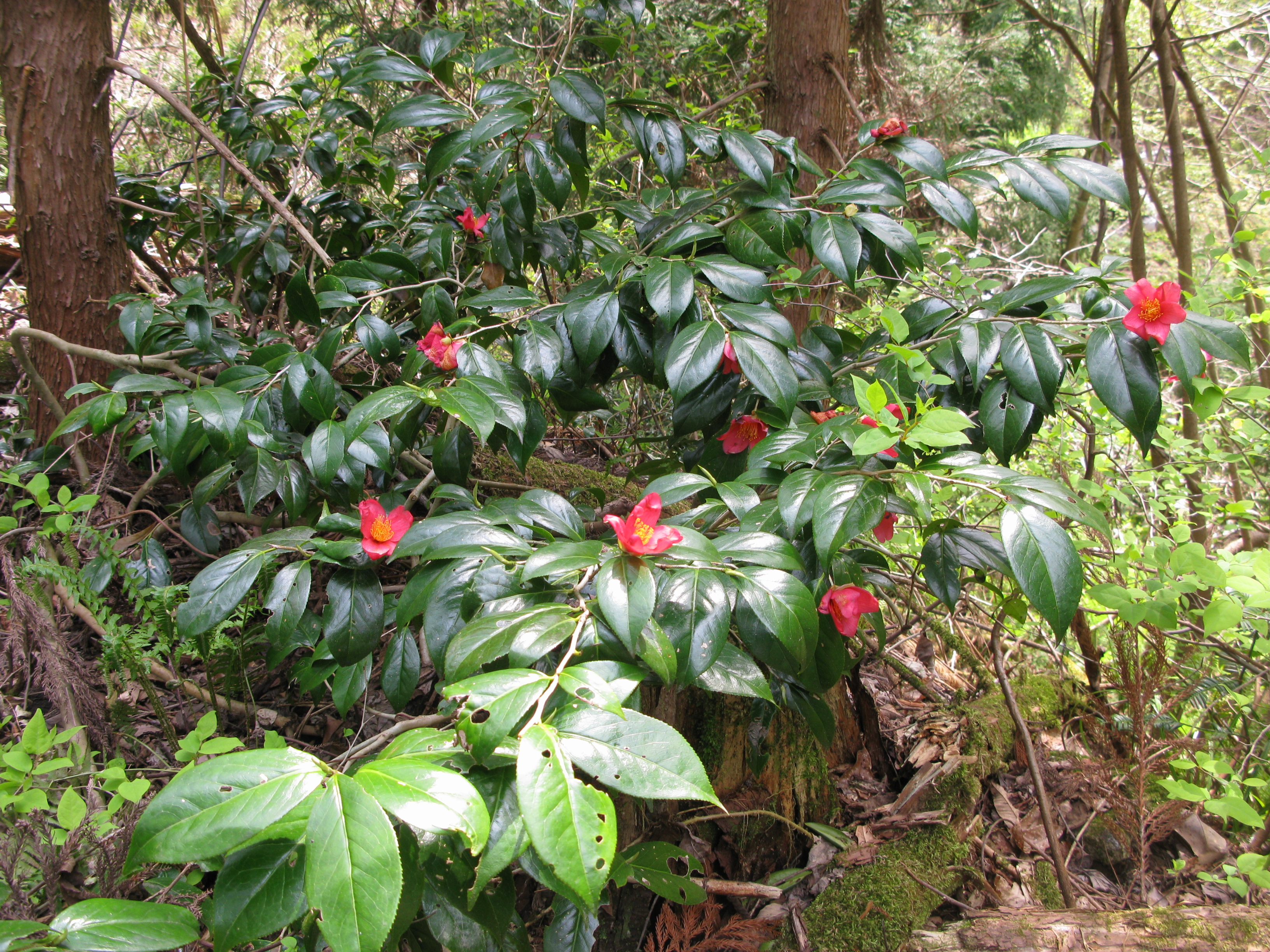
Камелія японська у природному середовищі у префектурі Фукусіма, Японія

Походить з території сучасних Китаю, Тайваню, Південної Кореї та Японії.

## Практичне застосування
Популярна декоративна рослина, що цінується насамперед тим, що квітне ранньою весною. У японської камелії відсутній запах квітів, що значно зменшує привабливість рослини. Це, а також бажання розширити варіативність форми та кольору квітів, спонукало селекціонерів займатися виведенням гібридів з іншими видами камелій: Camellia sasanqua, Camellia oleifera, Чай Camellia sinensis, Camellia reticulata. 

### Сорти та гібриди

#### Прості
Прості квіти мають 5-8 вільних пелюсток в один ряд. 

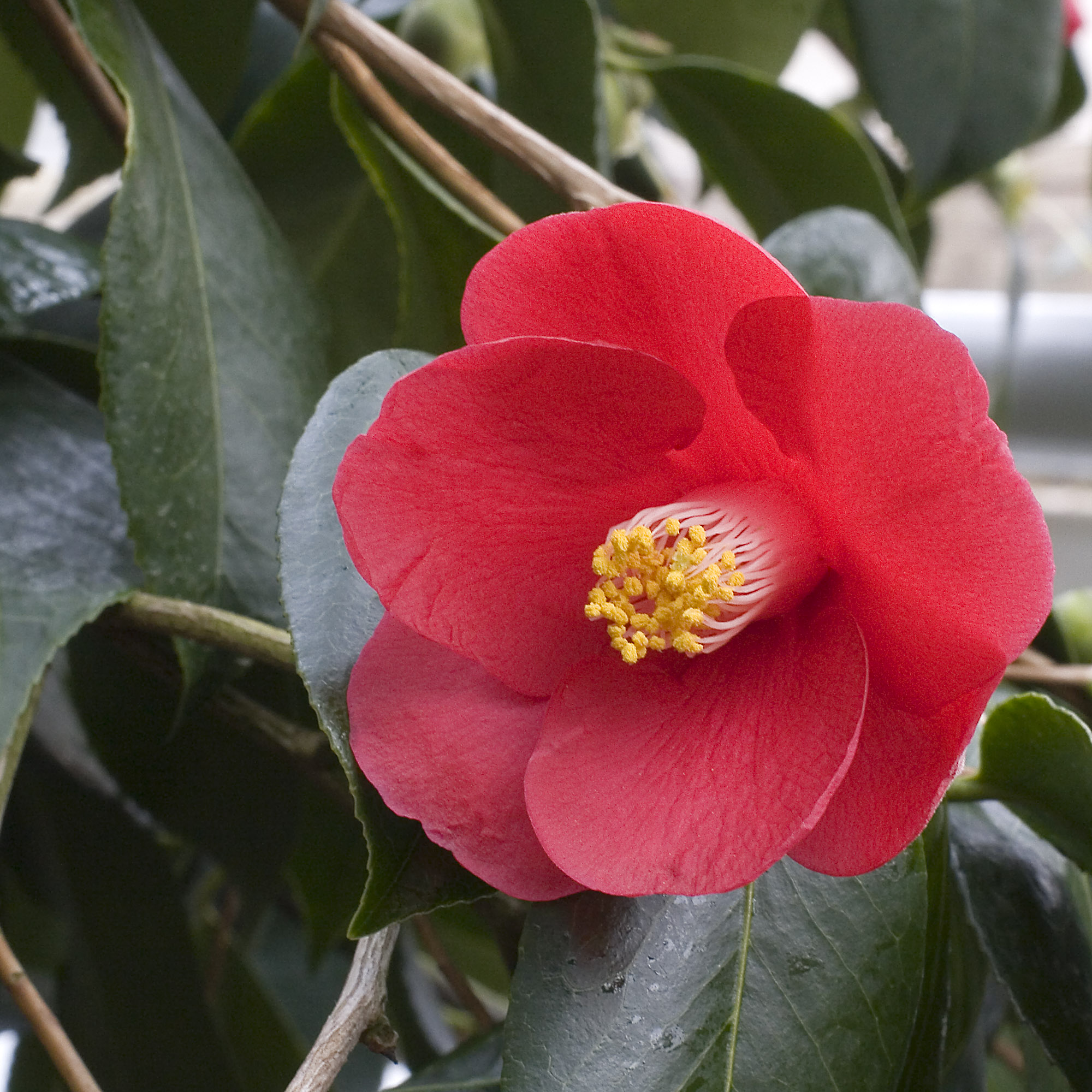
'Аш'я'
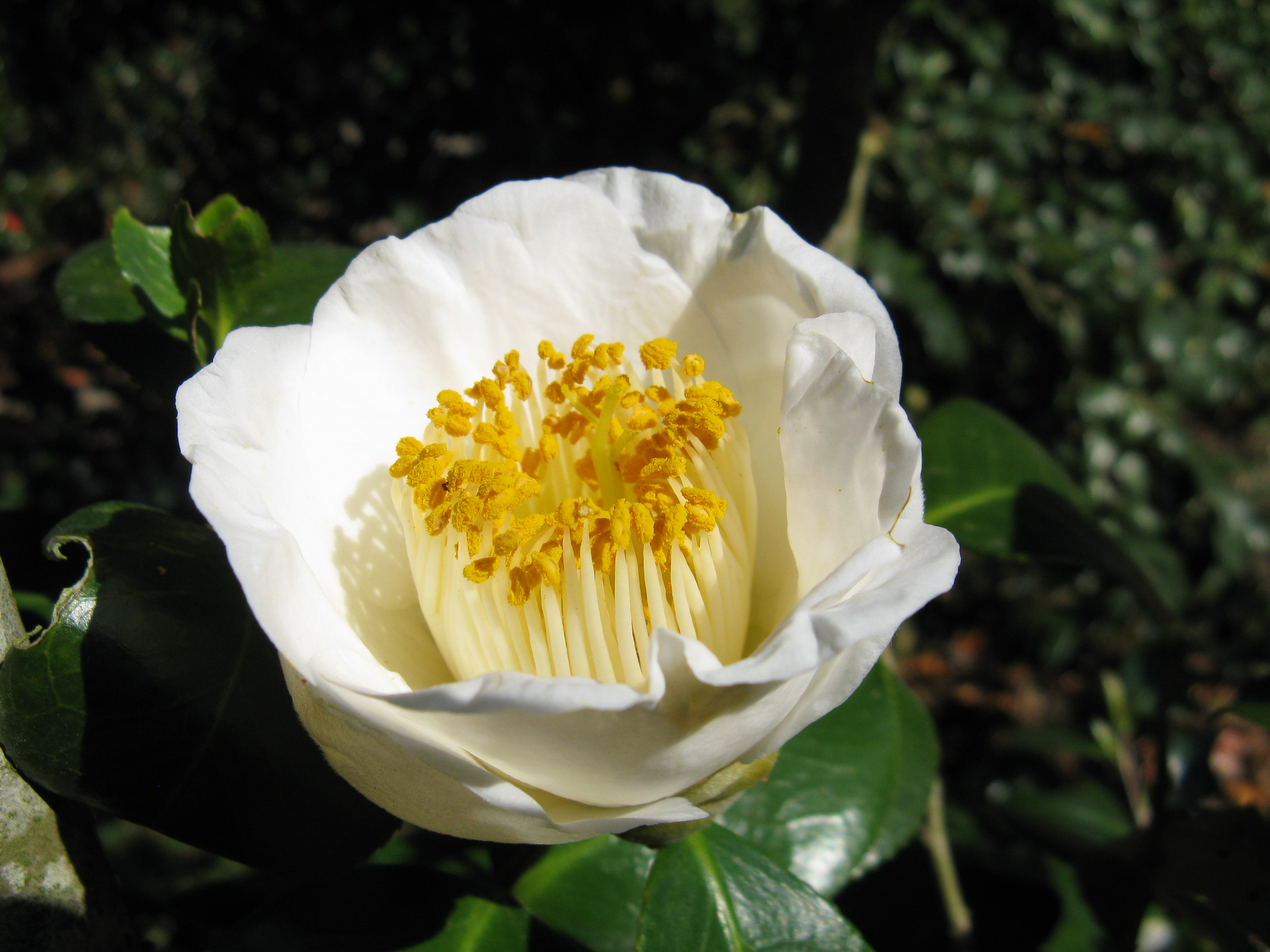
'Камо-хонамі'
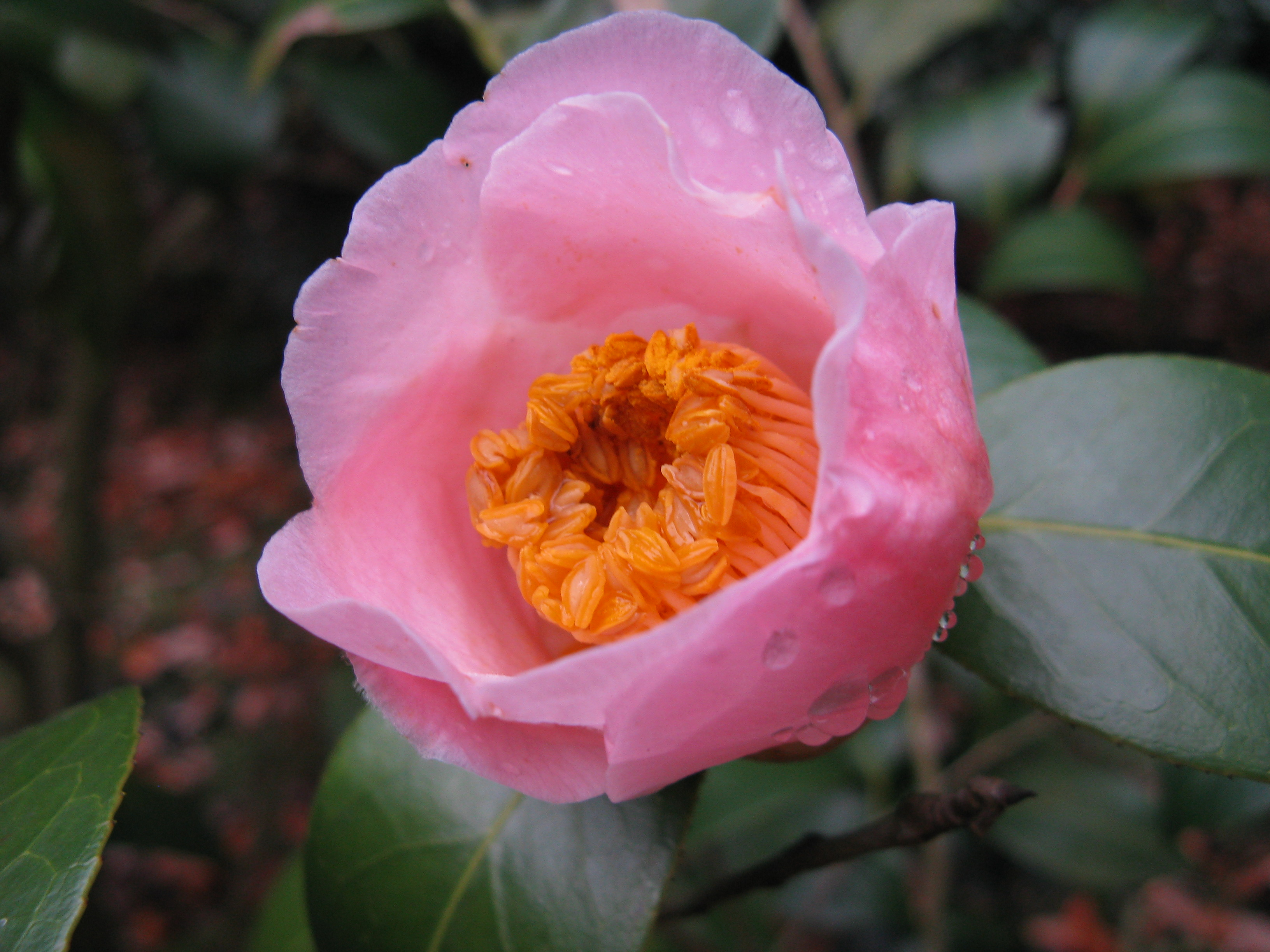
'Секідотароан'
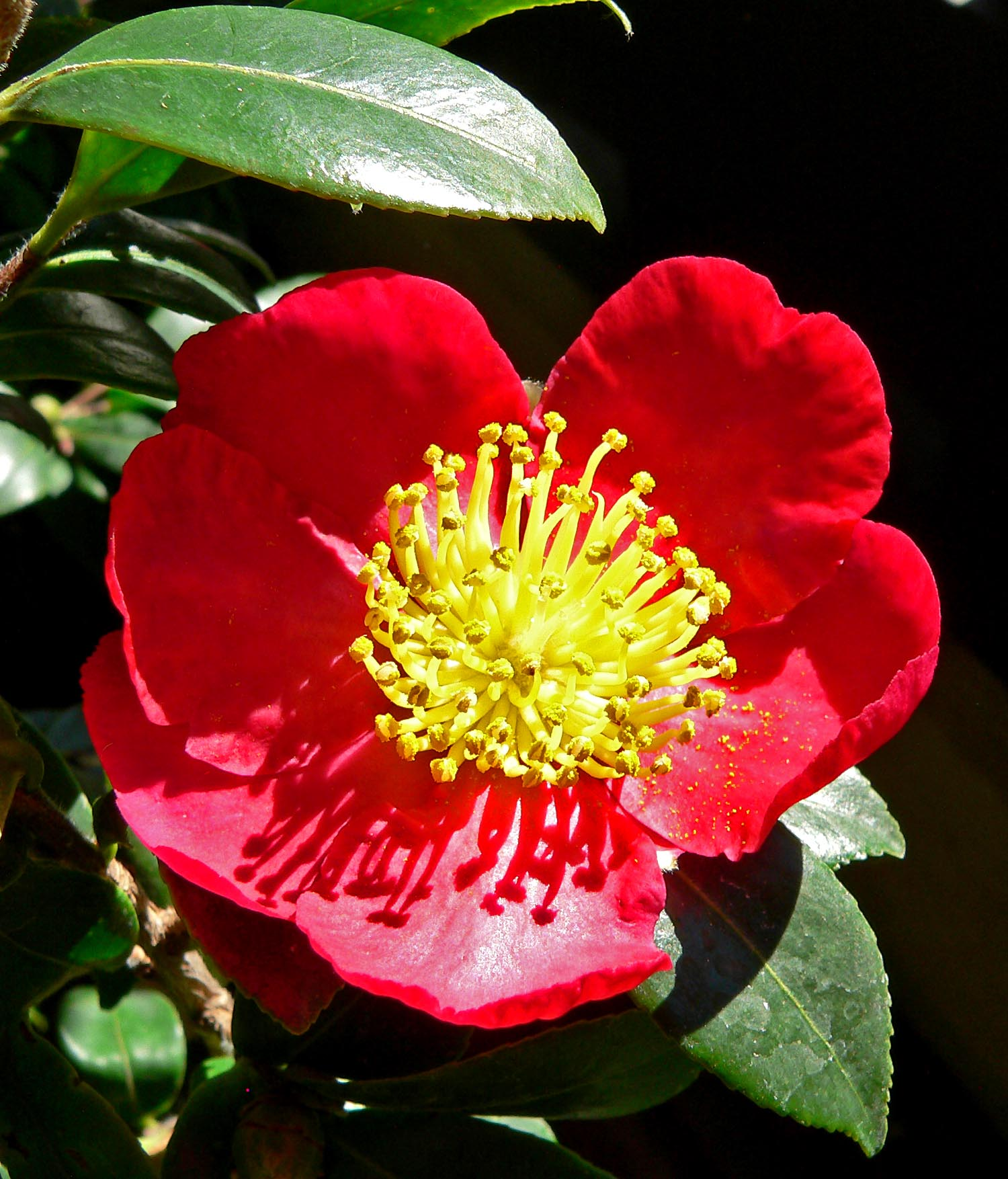
'Різдво'

#### Махрові

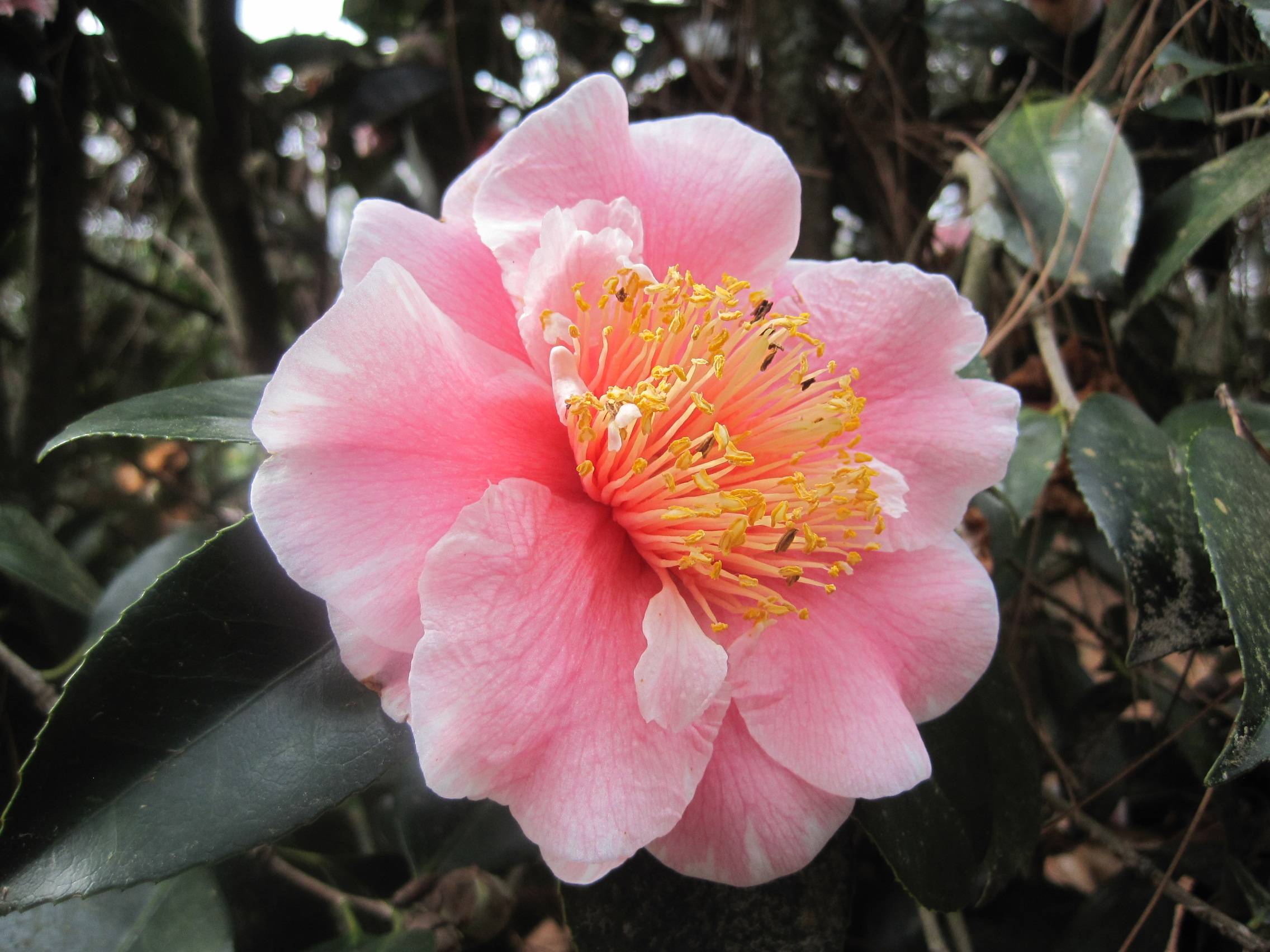
'Уільсон'
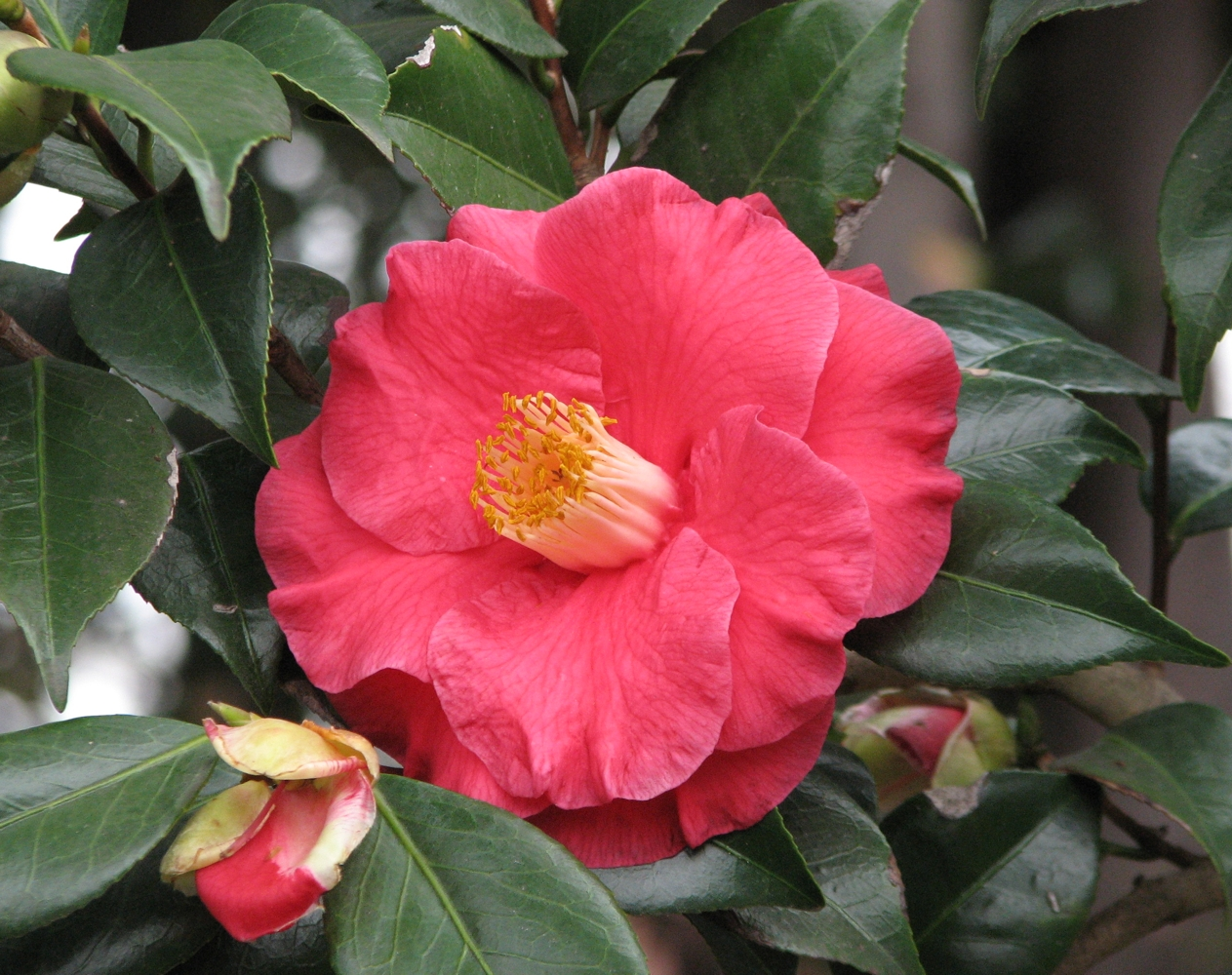
'Цар'
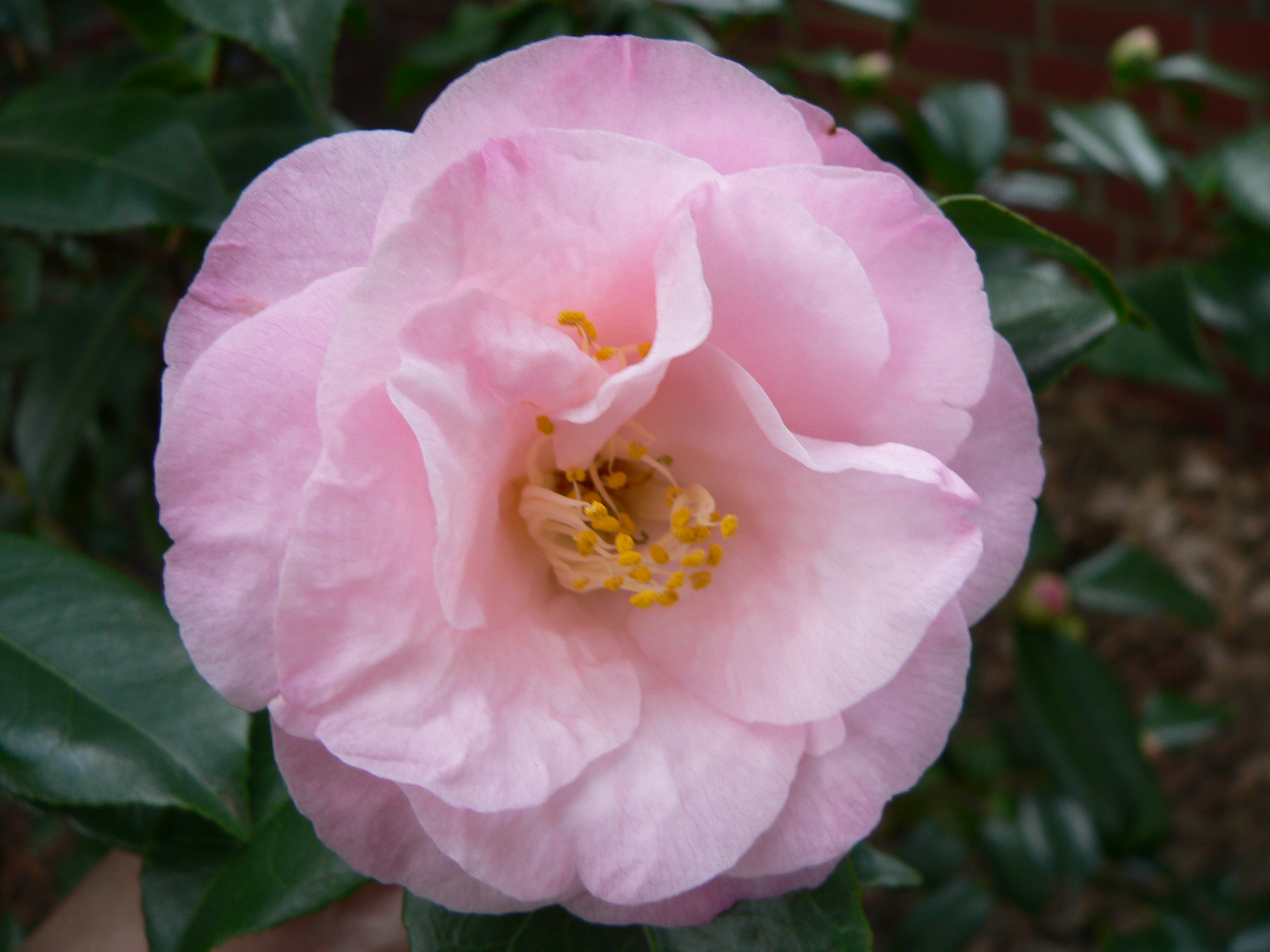
'Доктор Тінслей'
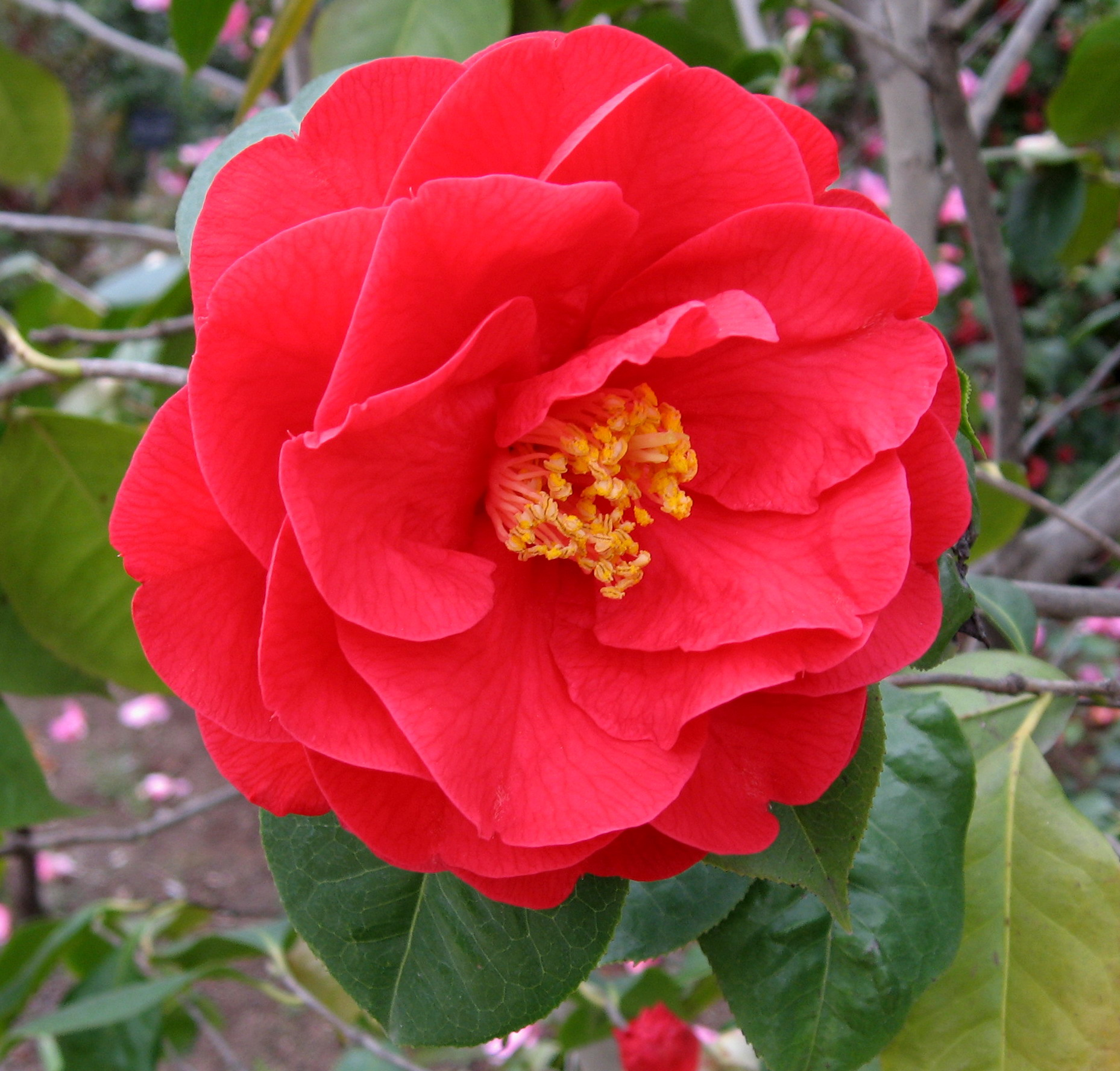
'Кліфордські парки'
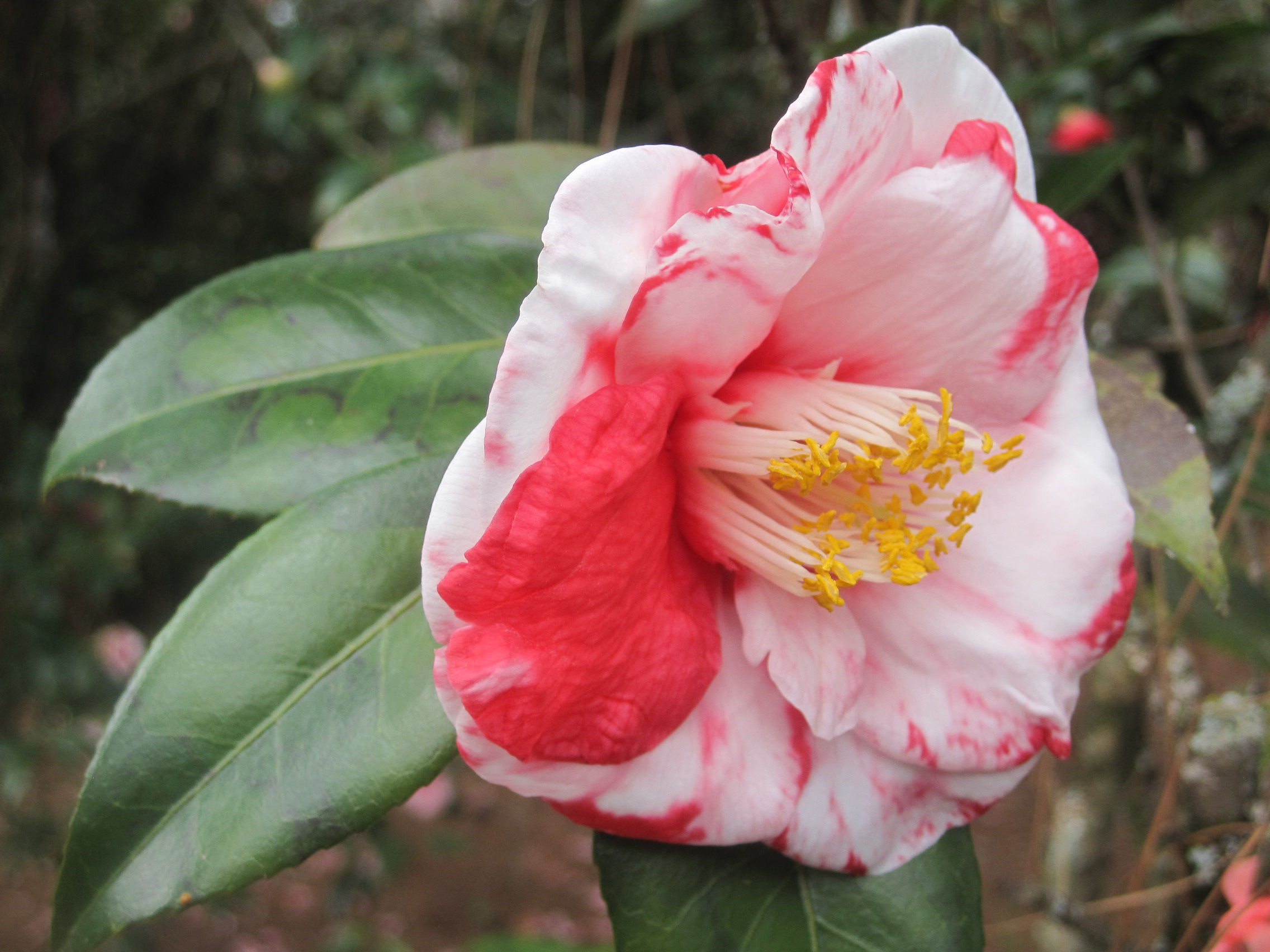
'Супер Меркурій'
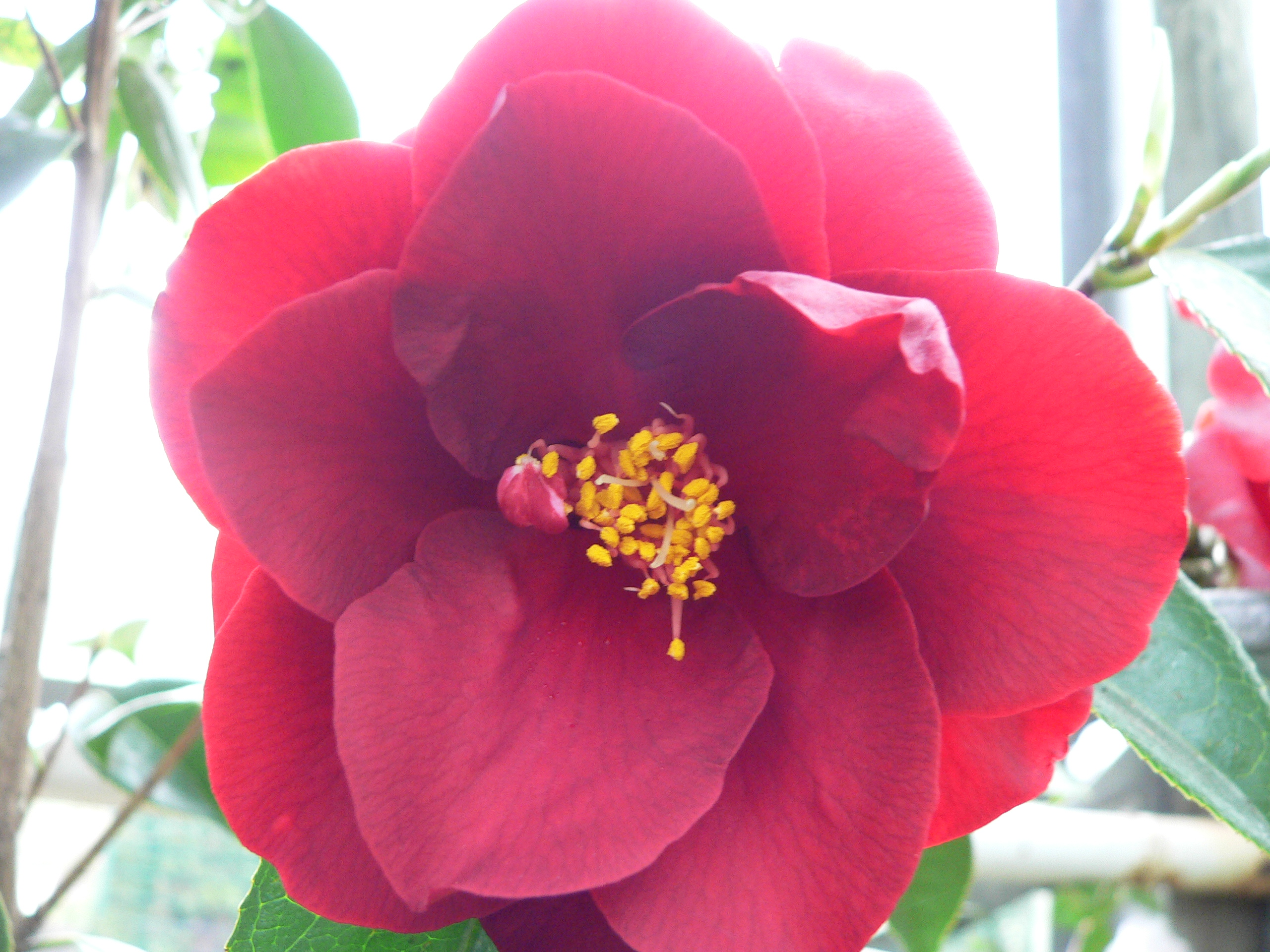
'Королівський вельвет'
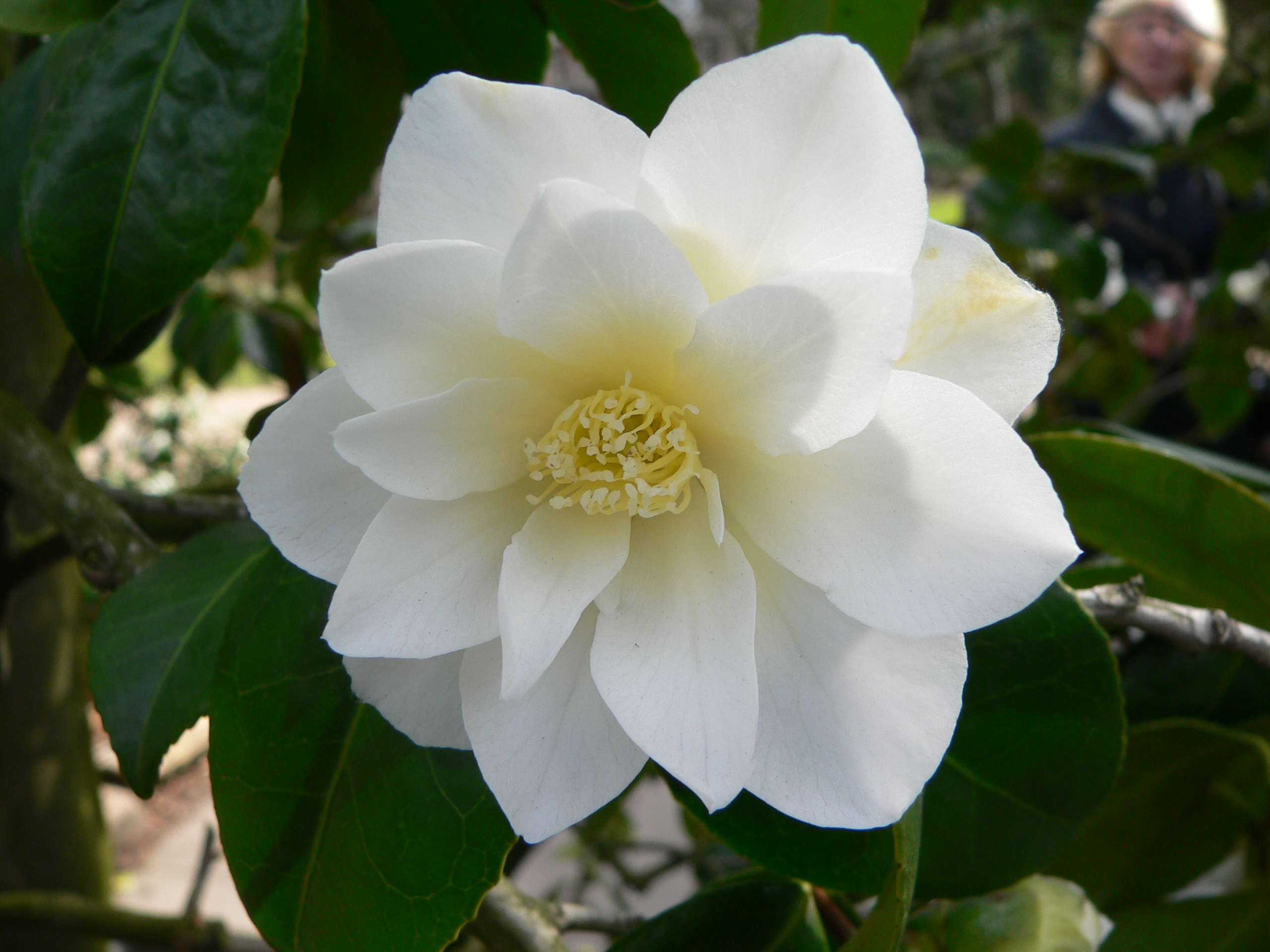
'Тріфоза'
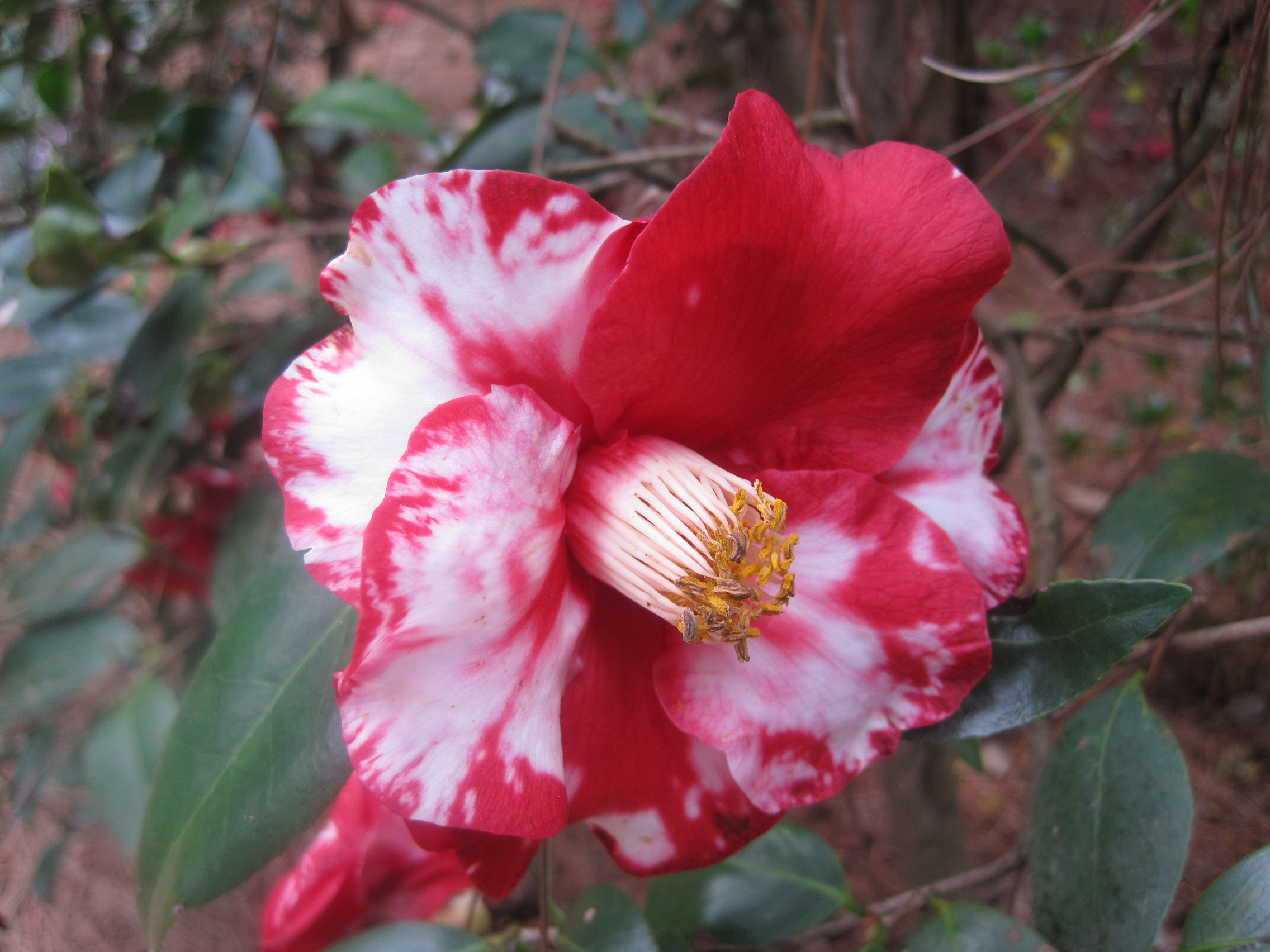
'Ville De Nantes'
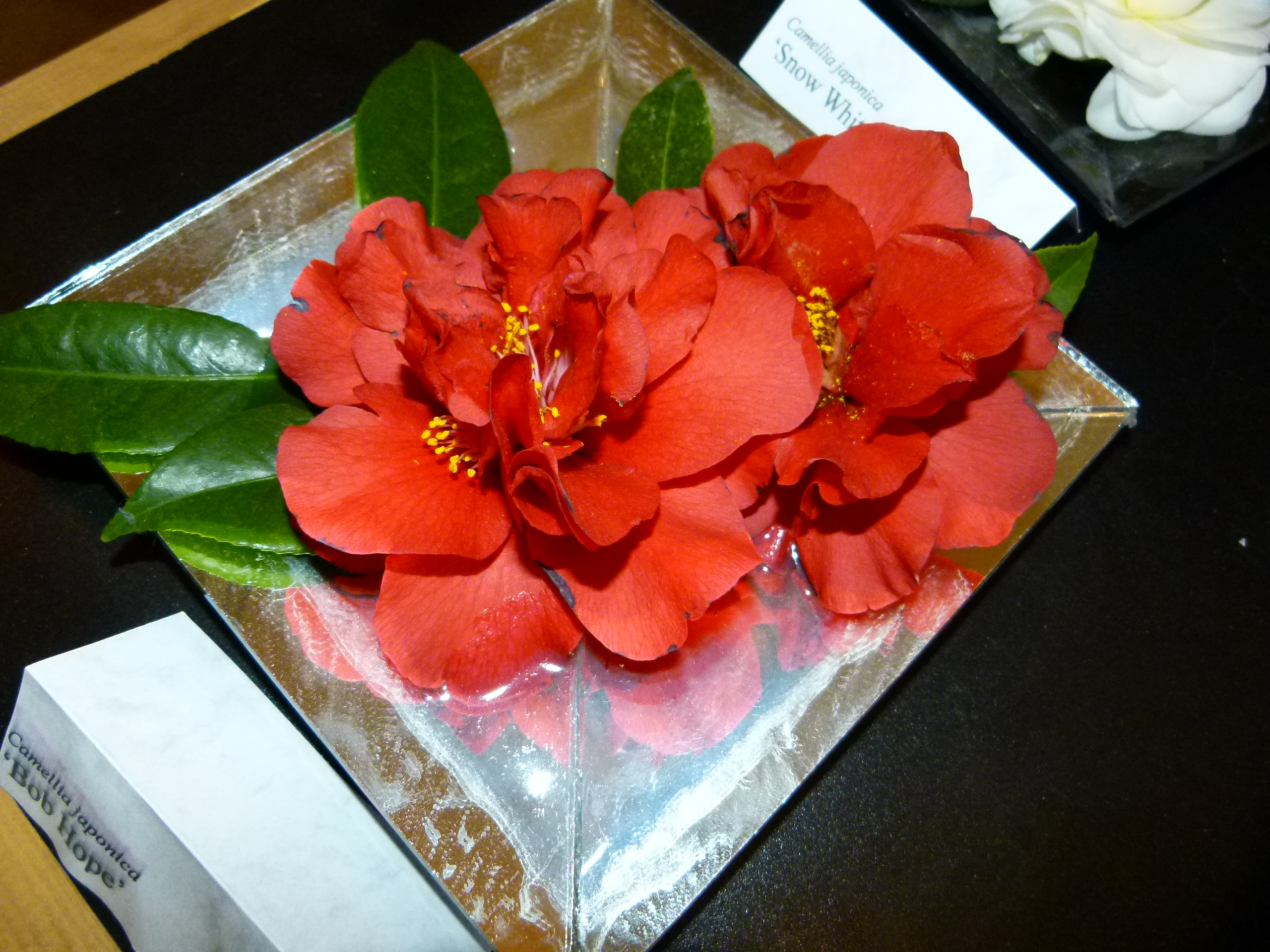
'Боб хоуп'
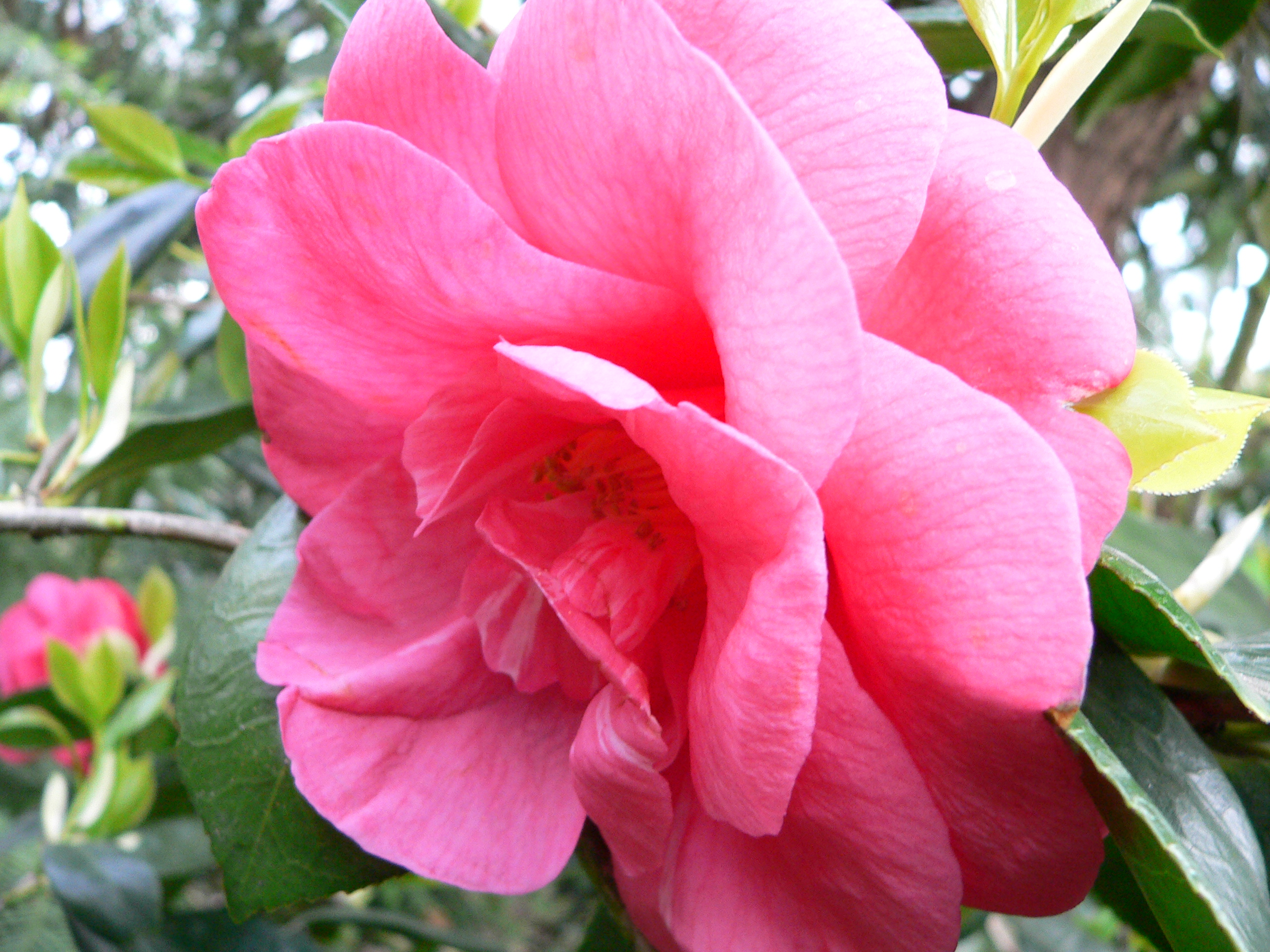
'Дівчаче горе'
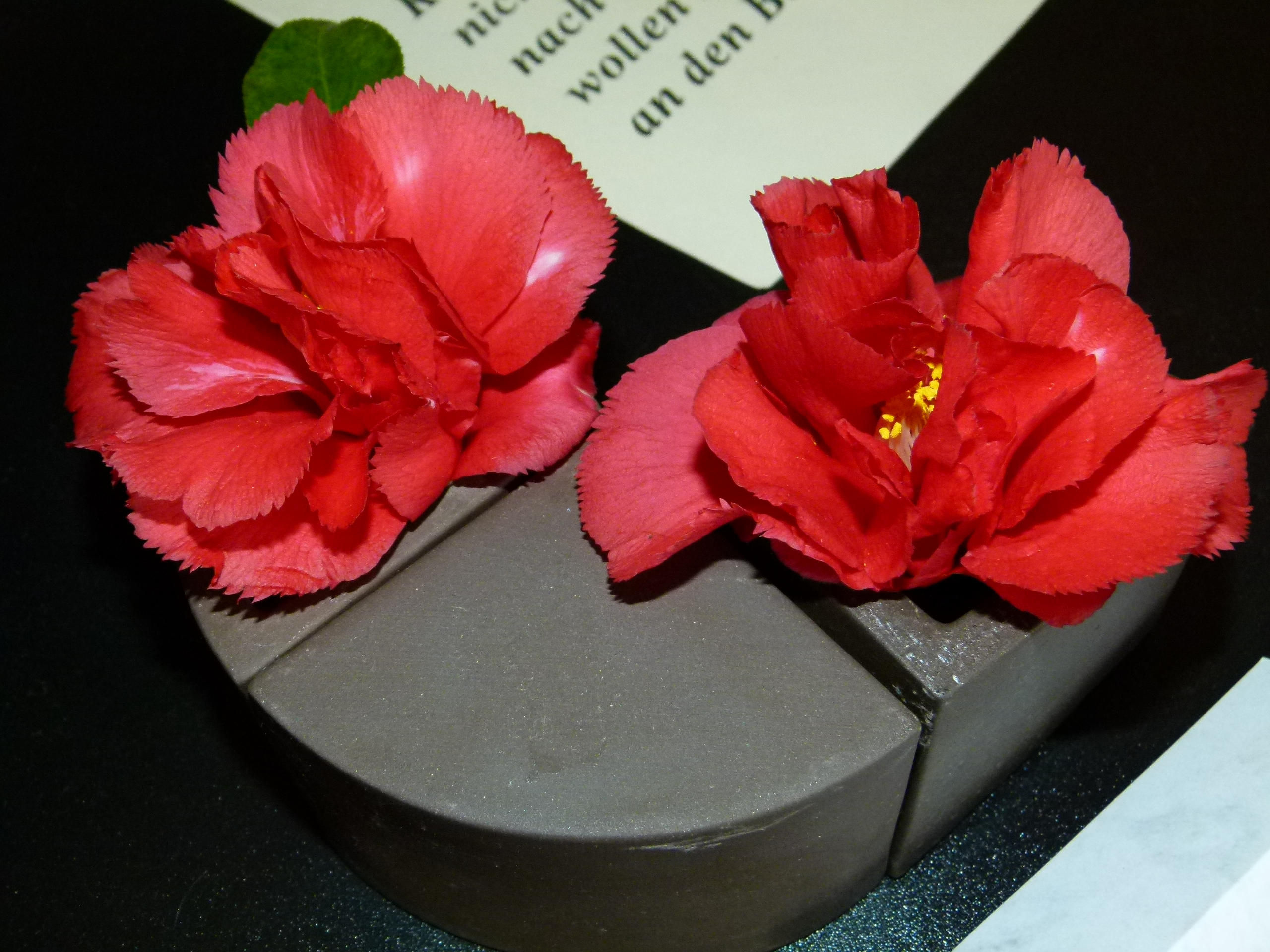
'Фред сандер
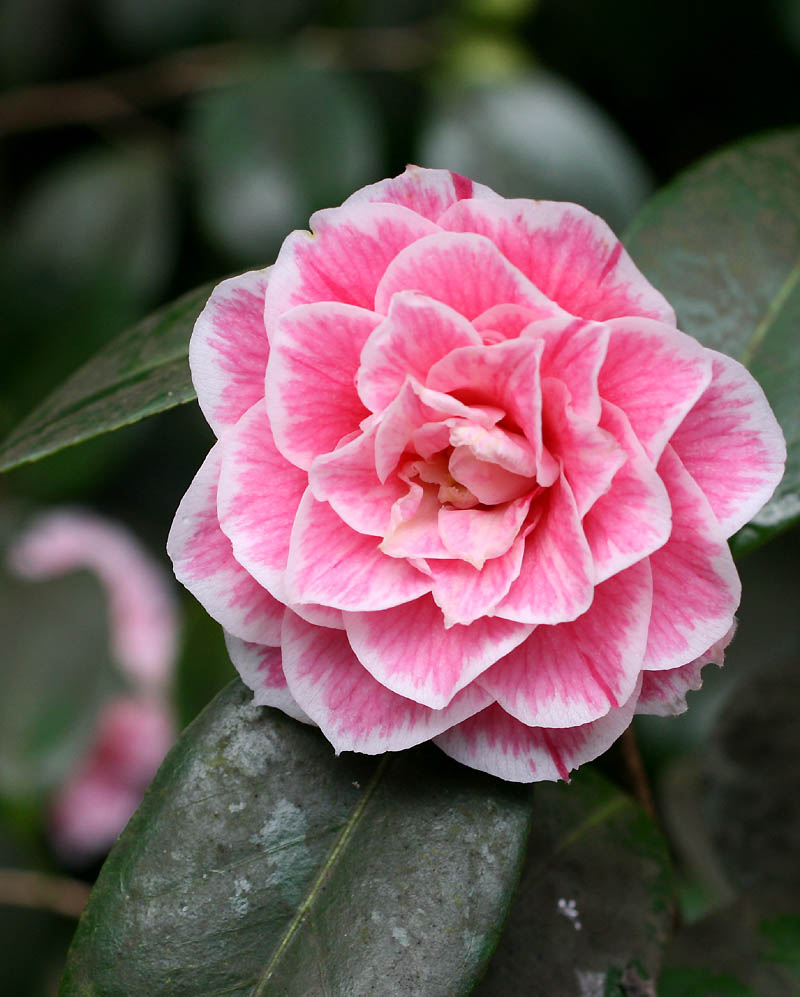
'Хікаругенджі'
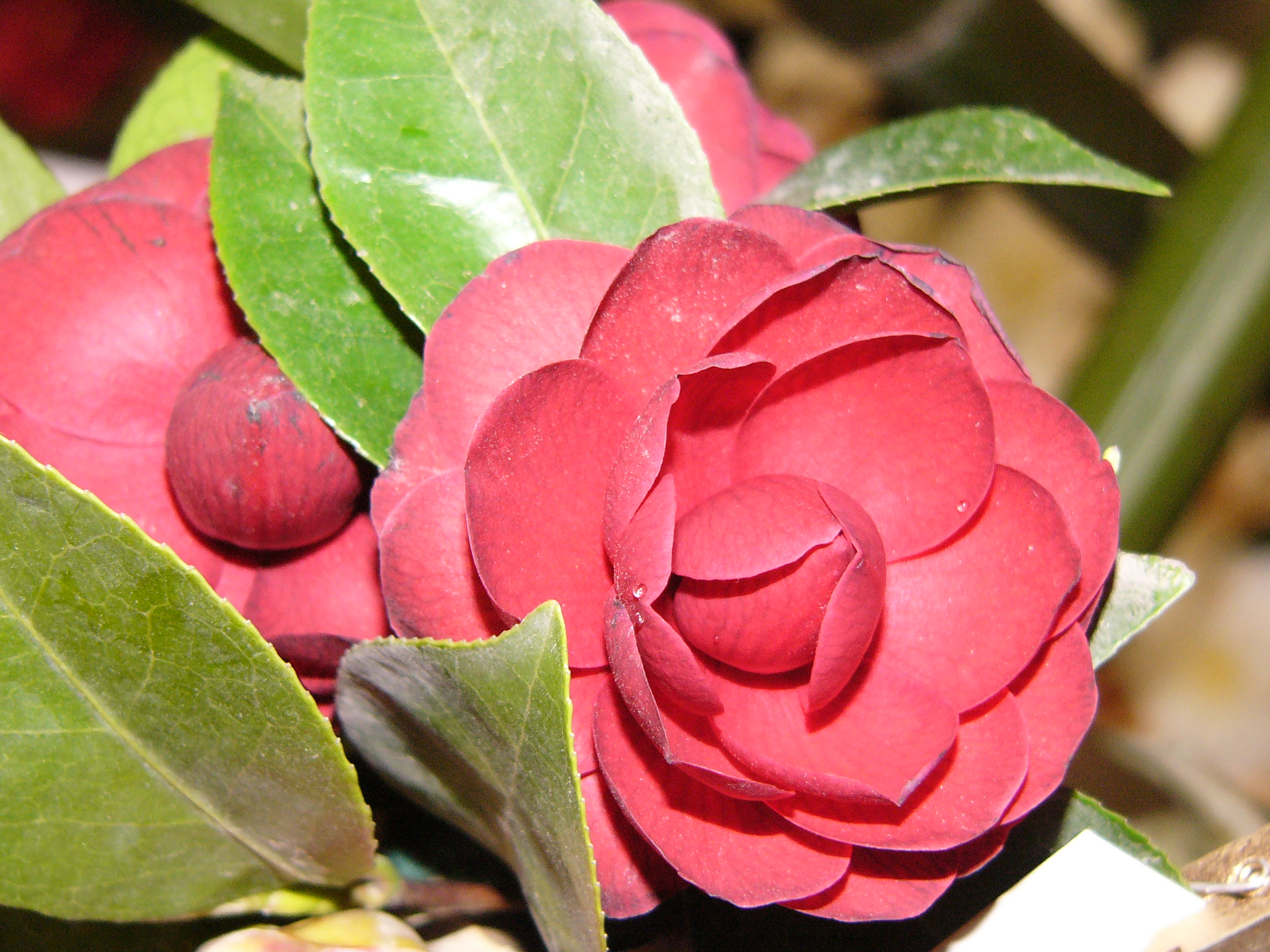
'Чорне мереживо'
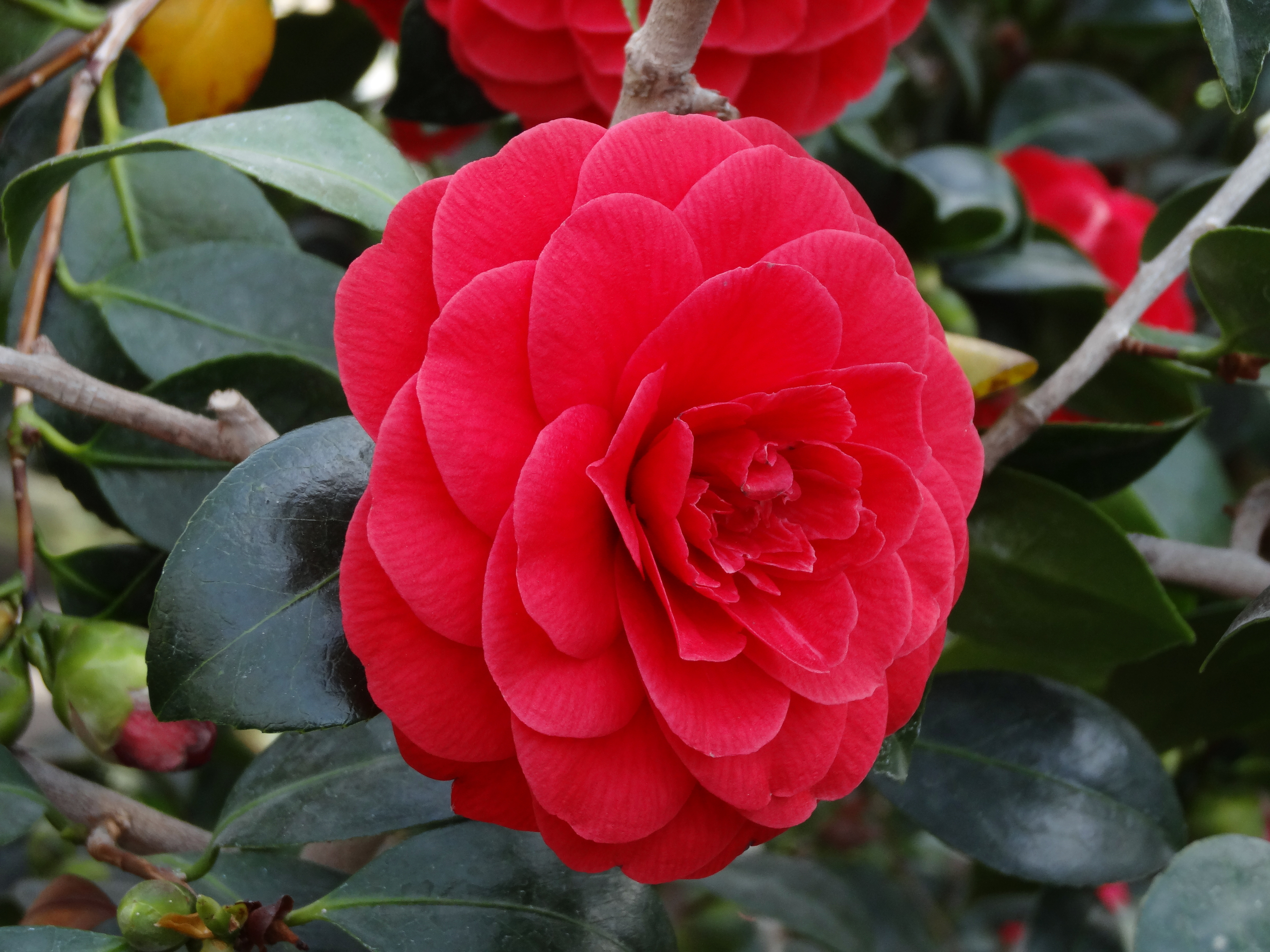
'Coquettii'
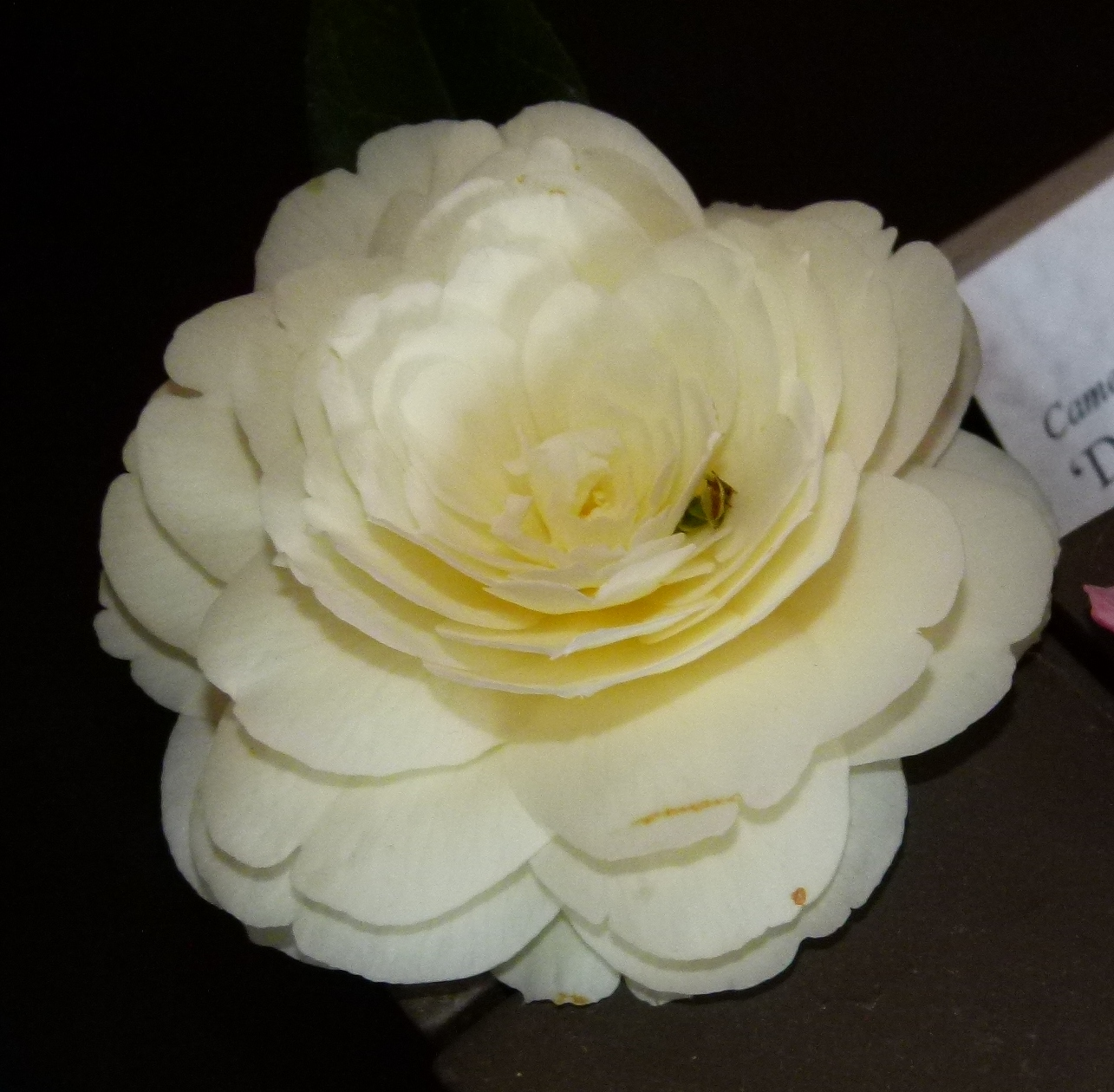
'Дахлохега'
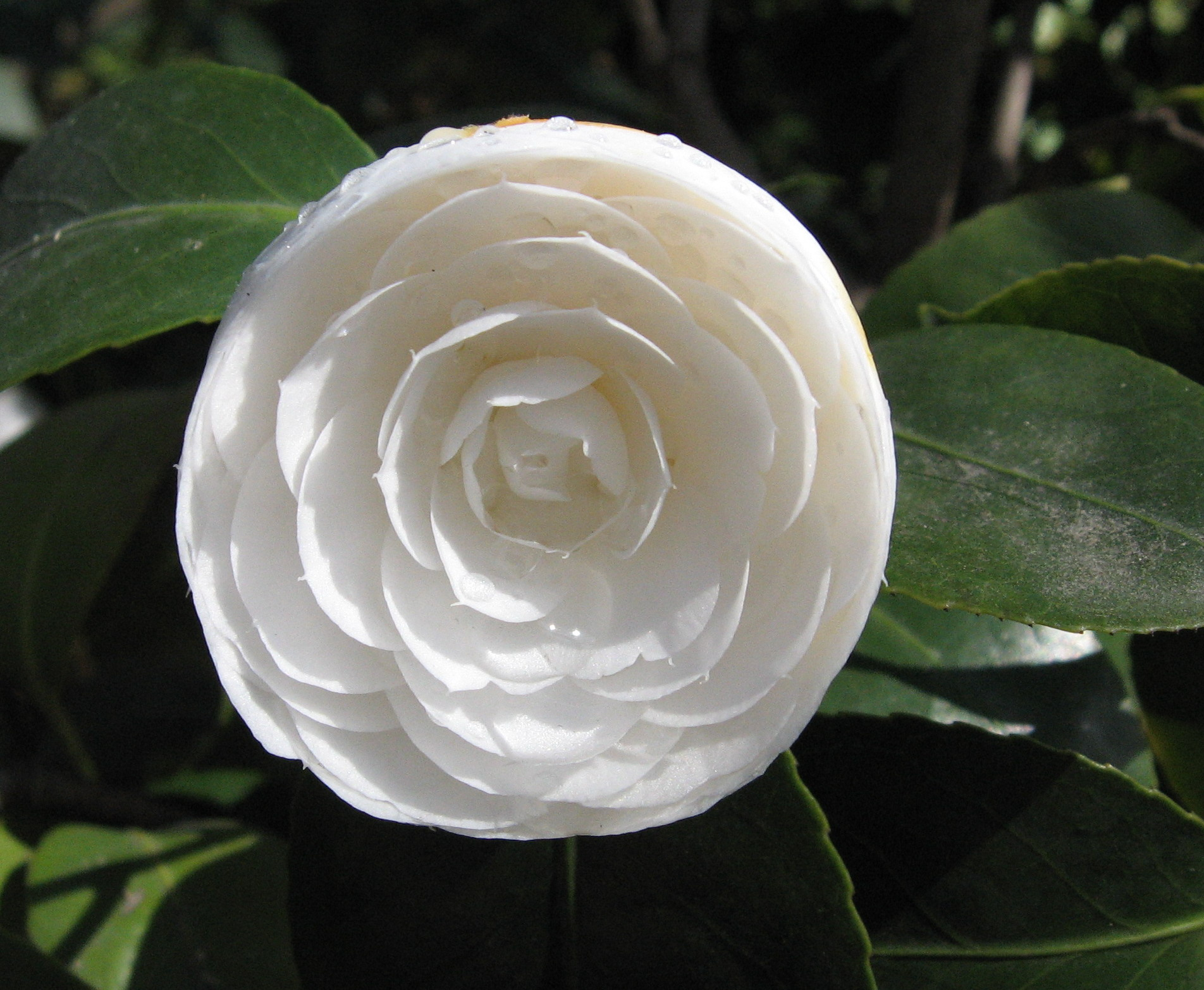
'Герцогиня де Барі'
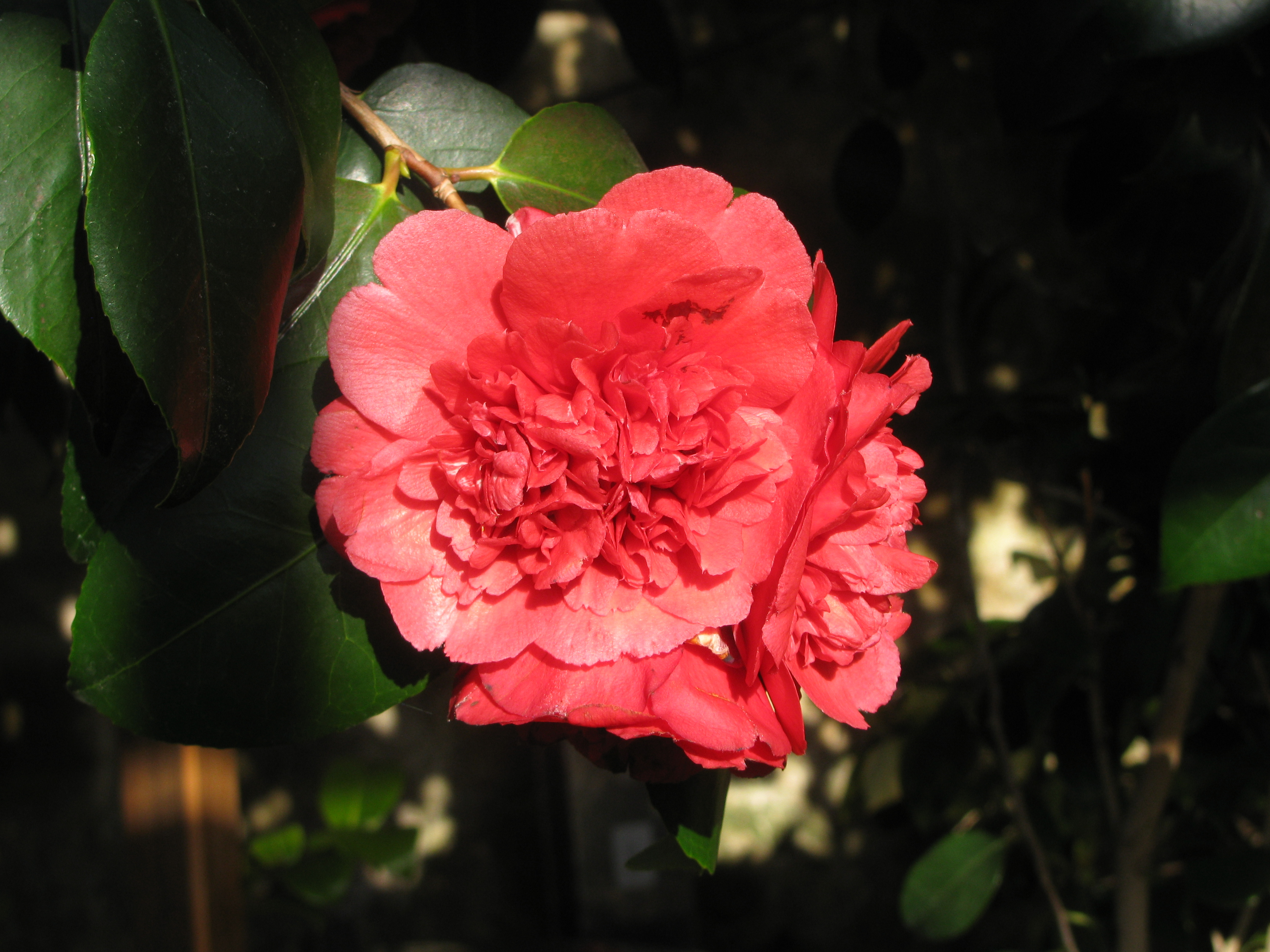
'Althaeiflora'
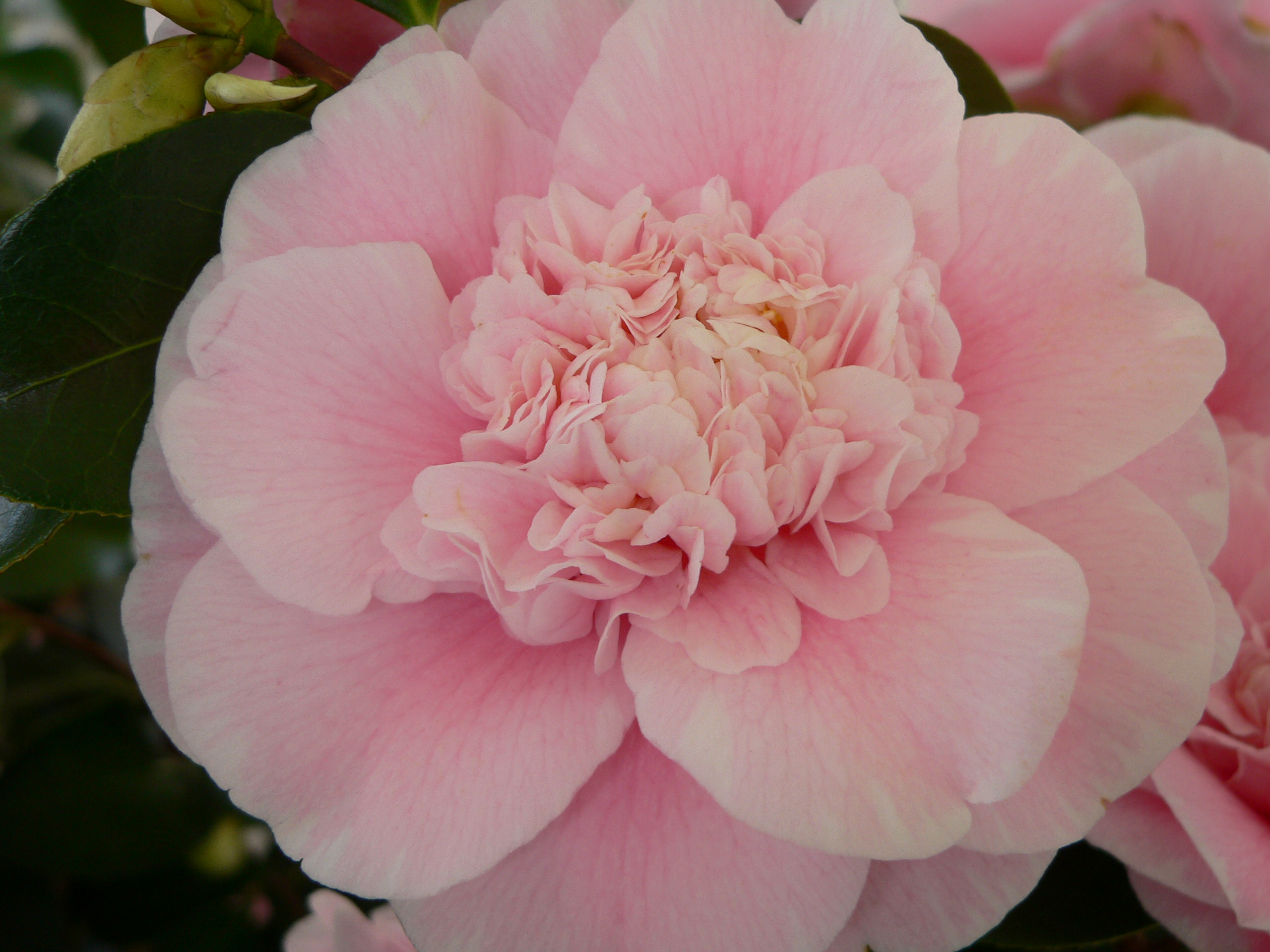
'Бернанд Лаутербах'
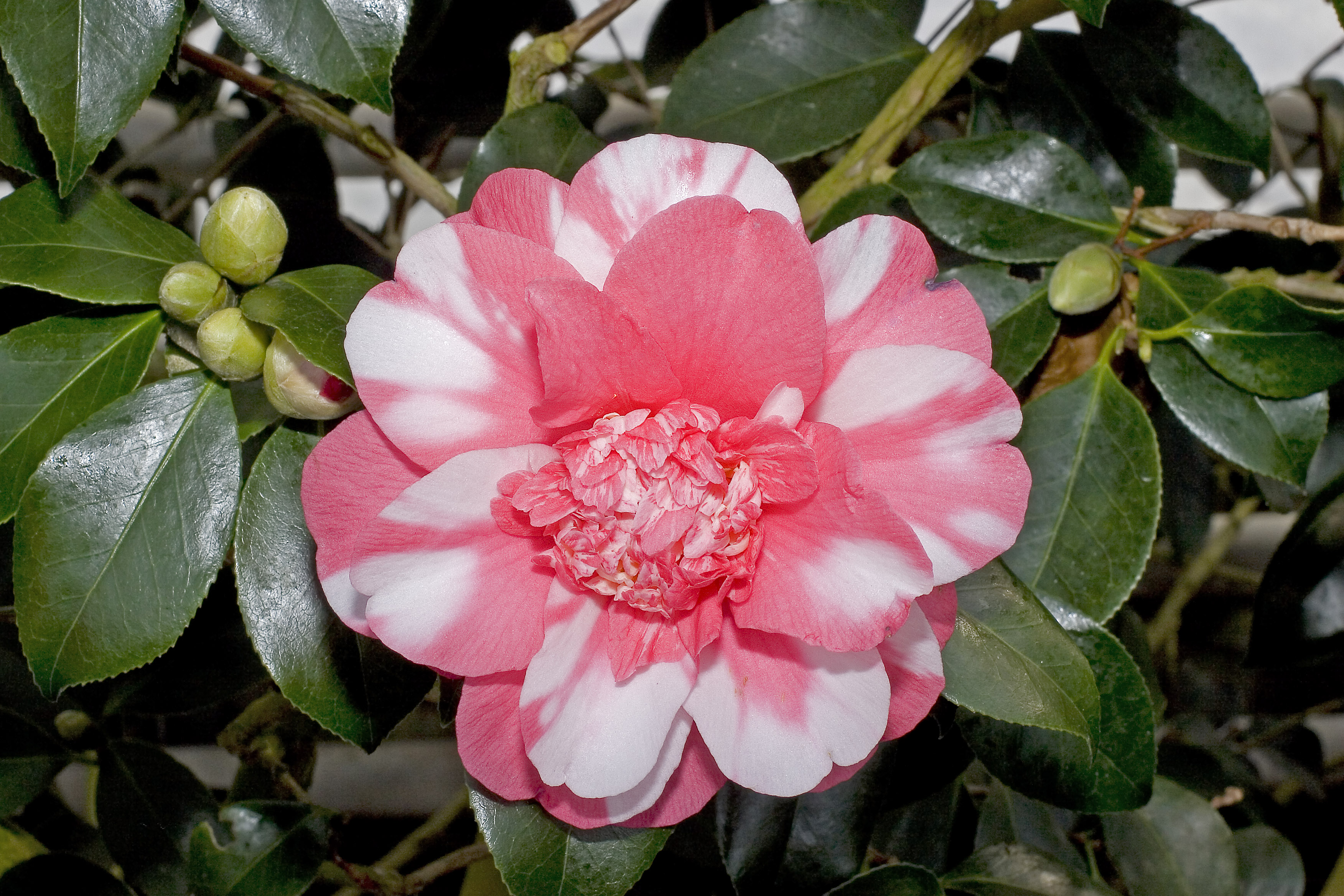
'Елегантність Чендлера'
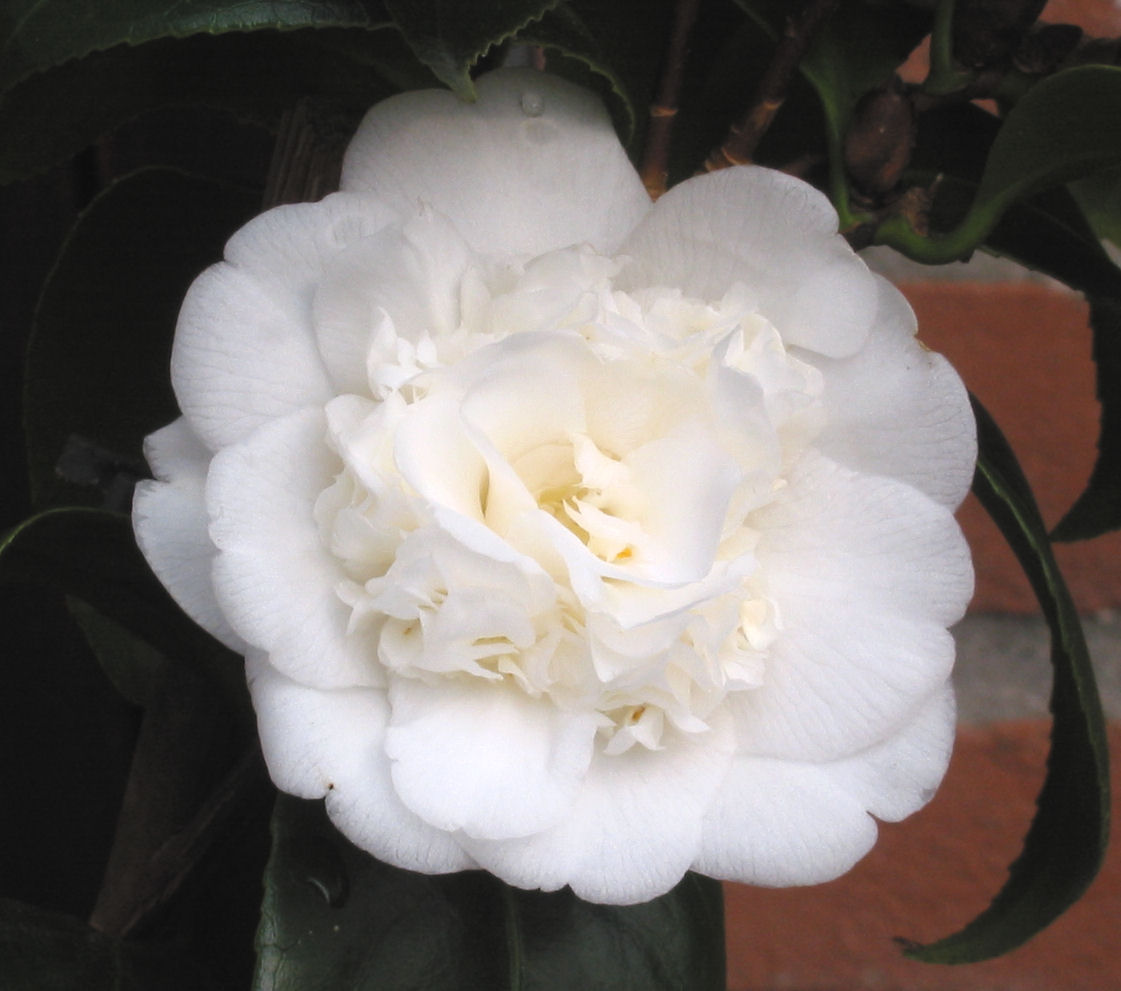
'Нобіліссіма'
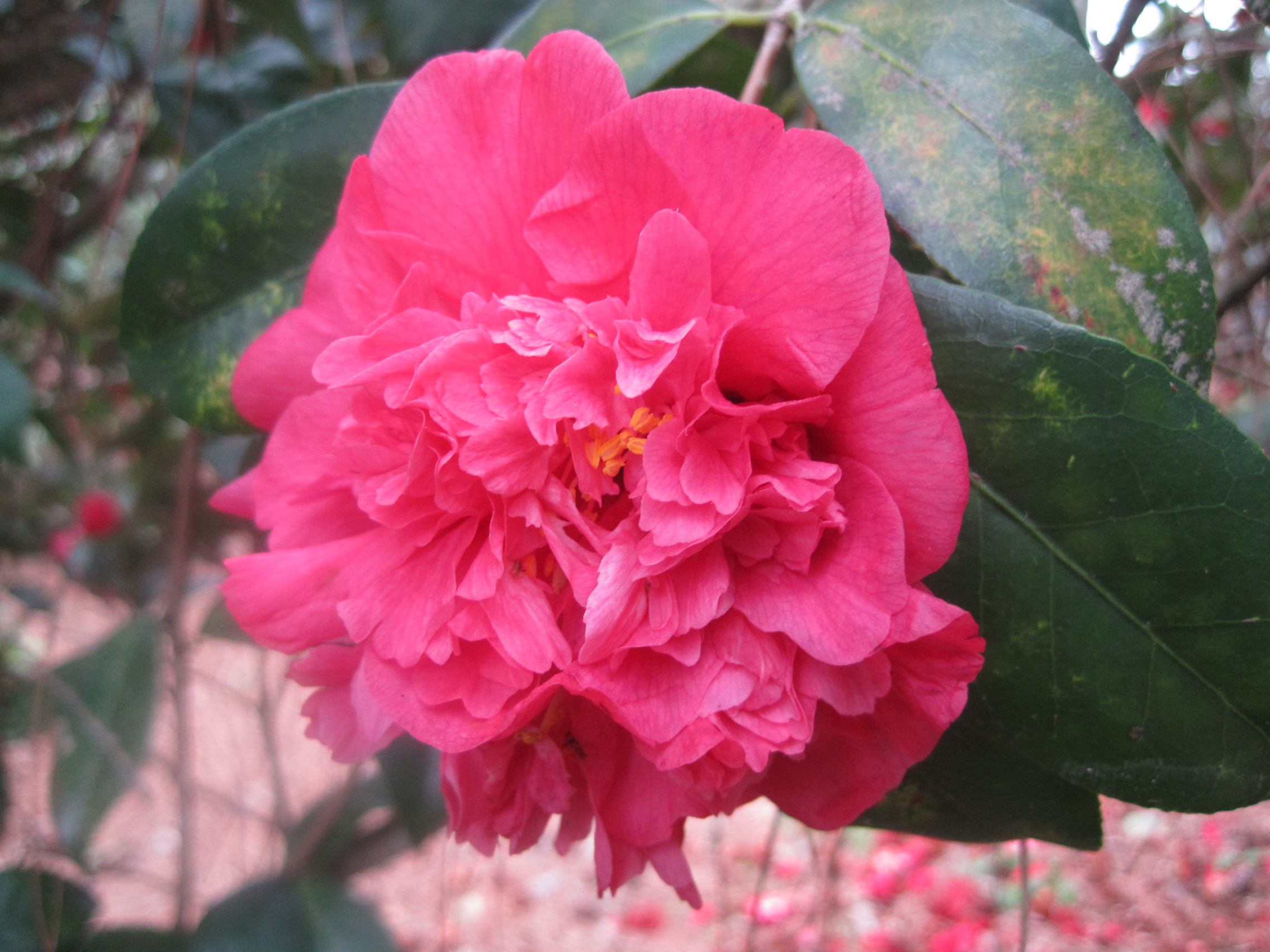
'Строката Анна Блер'
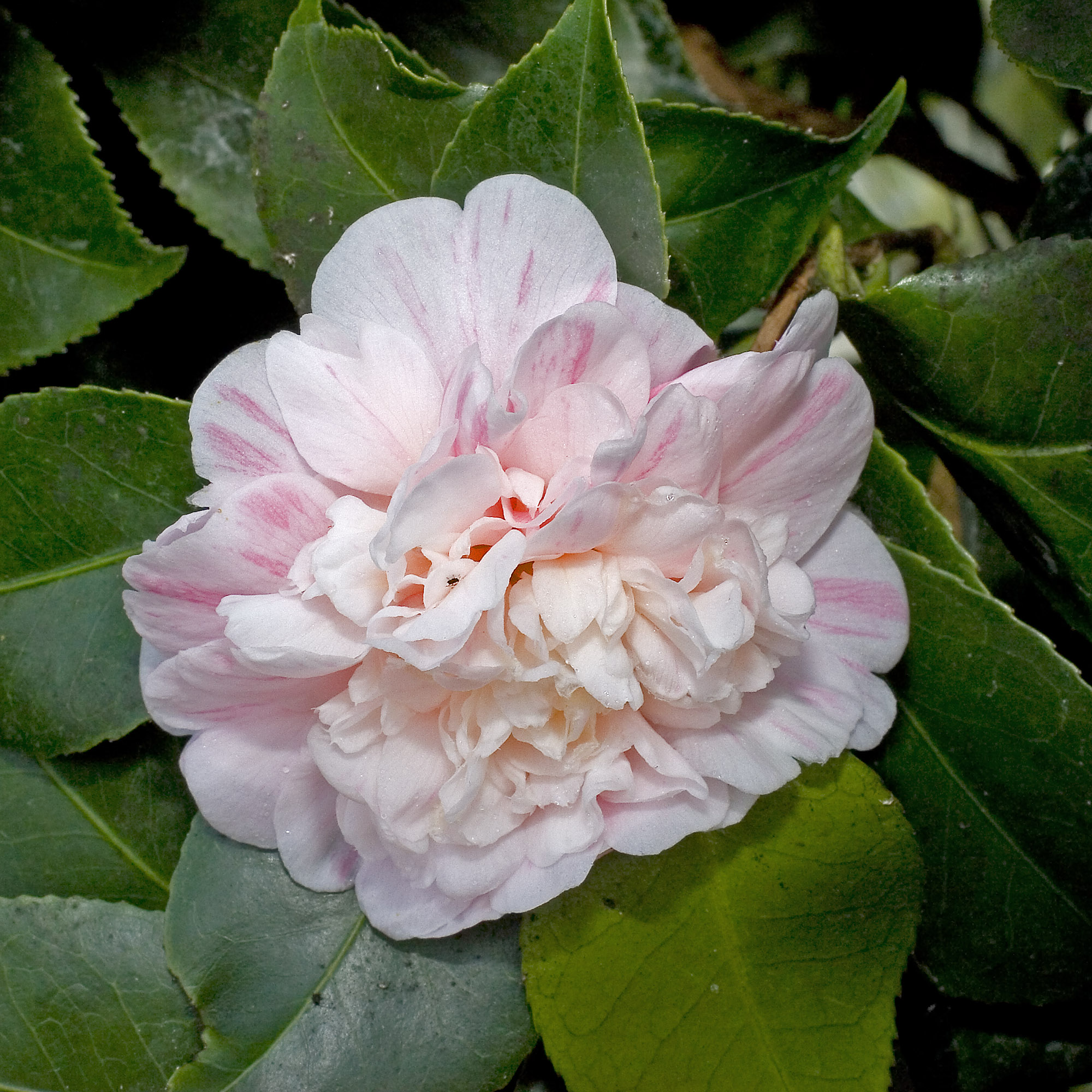
'Коломбо'
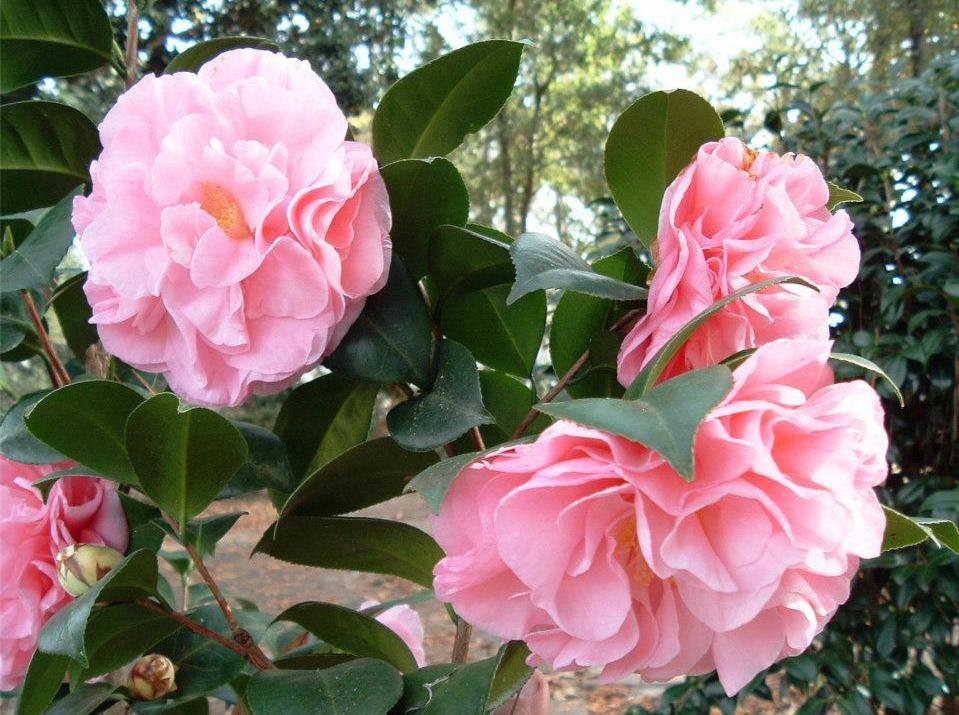
'Франкі Вінн'
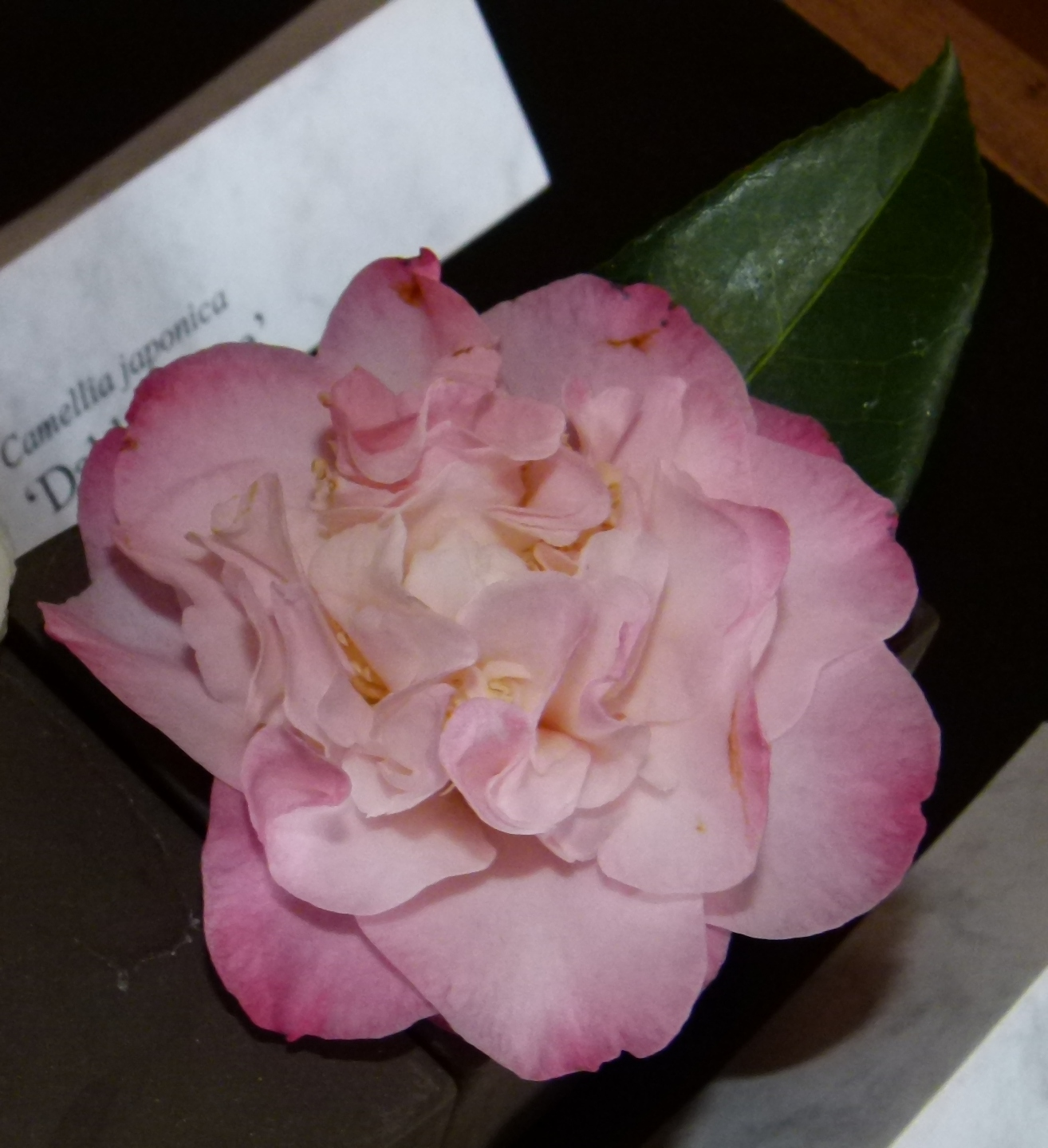
'Прикраса Нуччіо'

## Цікаві факти
Камелія японська є квіткою-символом штату Алабама.